# Juan Valdez Café
Juan Valdez Café es una cadena multinacional de cafeterías con sede en Colombia, especializada en la venta minorista de café. Su meta es posicionarse como referente en el negocio de cafeterías a nivel mundial y promover el Café de Colombia. Esta iniciativa fue creada por la Federación Nacional de Cafeteros de Colombia en 2002.
El nombre de la cadena hace referencia a Juan Valdez, icónico personaje diseñado para difundir el café cultivado en Colombia.

## Historia
La fundación de Juan Valdez Café cumplió con las aspiraciones de los cafeteros colombianos, quienes durante décadas abogaron por la creación de una marca país. Durante las décadas de 1960 y 1970, la Federación Colombiana del Café abrió algunos puntos de venta en Argentina y España, pero fueron cerrados antes de 1985.
Sin embargo, ya en 2000, la situación era diferente: los precios del mercado de los granos de café verde eran bajos[cita requerida], y el café se había vuelto popular en todas partes, lo que permitió el rápido crecimiento de las cafeterías. Esta oportunidad fue aprovechada por la Federación Nacional de Cafeteros de Colombia en septiembre de 2002, cuando establecieron Juan Valdez Café como su marca oficial de café. El primer local se abrió en Bogotá, seguido en Medellín y Cali y, posteriormente, en otras ciudades. La primera ubicación internacional se abrió en los Estados Unidos y la empresa se encuentra actualmente en expansión.
La Federación Nacional de Cafeteros de Colombia estableció los Juan Valdez Café como parte de una campaña de marketing para promover el comercio justo del café. Los consumidores apoyan automáticamente a los agricultores cuando frecuentan la tienda. En Colombia, la industria del café representa más del 8% del PIB, emplea directa e indirectamente a más de un millón de personas y fincas que abarcan más de la mitad del número de pueblos en todo el país. La federación, establecida en 1927, es propiedad y está controlada por 500 000 agricultores que cultivan su café en pequeñas fincas, a diferencia de las plantaciones. El tema de los precios justos para los caficultores se volvió aún más importante en los 2000 cuando los precios del café cayeron constantemente de $1,30 la libra en enero a 75 centavos la libra en diciembre debido al aumento de la producción, según la Organización Internacional del Café.[cita requerida]
Juan Valdez es la única cafetería internacional autorizada para vender oficialmente café colombiano.[cita requerida] En septiembre de 2007 obtuvo la denominación de origen protegida otorgada por la Unión Europea luego de una disputa internacional ganada por la Federación Nacional de Cafeteros de Colombia sobre propiedad intelectual, y la demanda iniciada contra una empresa con sede en Costa Rica utilizando un lema de Juan Valdez: Juan Valdez bebe café costarricense.
En 2023 reportó ingresos de 735 469 000 000 pesos, beneficio neto de 397 649 000 000 pesos, activos totales de 333 468 000 000 pesos y una plantilla total de 2700 empleados.

## Ubicaciones de tiendas

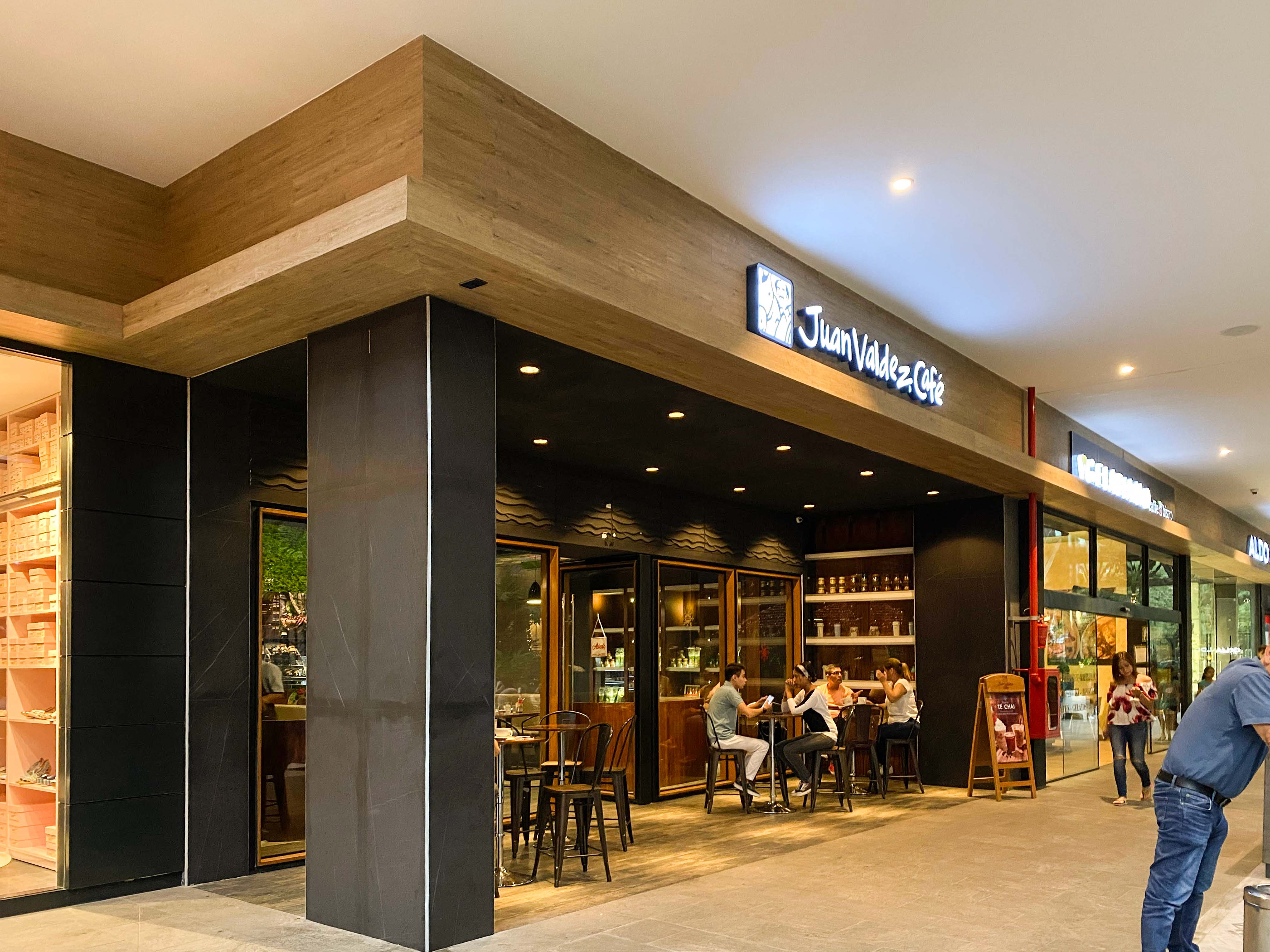
Sucursal en Santa Cruz de la Sierra, Bolivia.

A partir de 2014, Juan Valdez tiene 300 puntos de venta propiedad de la empresa, empresas conjuntas y con licencia en el mundo. La expansión internacional, que comenzó en 2005, trajo nuevas ubicaciones a Aruba, Ciudad de Panamá, Guayaquil, Guiza, La Paz, Lima, Madrid, Miami, Nueva York, San José de Costa Rica, Santa Cruz de la Sierra, Quito, Santiago de Chile y Washington D. C.
La empresa tiene planes de seguir expandiéndose en Bolivia, Chile, El Salvador, Ecuador, Panamá, Estados Unidos, España, además de abrirse en nuevos mercados como Argentina, México, Perú, Venezuela y Oriente Medio . Sin embargo, la cadena todavía está subrepresentada en muchos países en comparación con otras cadenas de café en todo el mundo.
En junio de 2017, la franquicia Juan Valdez Café abrió su tienda en Cooper City.
En agosto de 2024 Juan Valdez anunció la apertura de su punto de venta 600 en el Aeropuerto Sabiha Gökçen en Estambul. Para 2025, Se apunta a inaugurar 80 nuevas tiendas en todo el mundo y en el que resalte la intención de ingresar al mercado chino.
Cuenta con 374 tiendas en Colombia y 233 tiendas en el extranjero.